# Итерационная формула Герона
Итерацио́нная фо́рмула Геро́на имеет вид
где a — фиксированное положительное число, а {\displaystyle x_{1}} — любое положительное число.
Итерационная формула задаёт убывающую (начиная со 2-го элемента) последовательность, которая при любом выборе {\displaystyle x_{1}} быстро сходится к величине {\displaystyle {\sqrt {a}}} (квадратный корень из числа), то есть
Эту формулу можно получить, применяя метод Ньютона к решению уравнения {\displaystyle a-x^{2}=0}.

## Пример
Попробуем вычислить квадратный корень для 25, используя округления при вычислениях. Пусть нашим первым предположением для значения {\displaystyle {\sqrt {25}}} будет значение 3.
| n | {\displaystyle x_{n}} | {\displaystyle x_{n+1}={\frac {1}{2}}~\left(x_{n}+{\frac {a}{x_{n}}}\right)\ } | Приблизительное значение {\displaystyle x_{n+1}}                              |
| - | --------------------- | ------------------------------------------------------------------------------ | ----------------------------------------------------------------------------- |
| 1 | 3                     | {\displaystyle {\frac {1}{2}}~\left(3+{\frac {25}{3}}\right)\ }                | {\displaystyle {\frac {1}{2}}~(3+8.33)={\frac {1}{2}}\cdot 11.33\approx 5.67} |
| 2 | 5.67                  | {\displaystyle {\frac {1}{2}}~\left(5.67+{\frac {25}{5.67}}\right)\ }          | {\displaystyle {\frac {1}{2}}~(5.67+4.41)={\frac {1}{2}}\cdot 10.08=5.04}     |
| 3 | 5.04                  | {\displaystyle {\frac {1}{2}}~\left(5.04+{\frac {25}{5.04}}\right)\ }          | {\displaystyle {\frac {1}{2}}~(5.04+4.96)={\frac {1}{2}}\cdot 10=5}           |
| 4 | 5                     | {\displaystyle {\frac {1}{2}}~\left(5+{\frac {25}{5}}\right)\ }                | {\displaystyle {\frac {1}{2}}~(5+5)={\frac {1}{2}}\cdot 10=5}                 |

## Геометрическая интерпретация
Эта формула имеет простую геометрическую интерпретацию. Рассмотрим прямоугольник с площадью а и стороной x1. Будем производить его итерационное квадрирование. А именно — одну сторону нового прямоугольника сделаем равной среднему арифметическому обеих сторон предыдущего шага. А вторую сторону возьмём такой, чтобы площадь нового прямоугольника снова была равна а. На следующих шагах будем повторять этот же процесс.